# Solina, Ba Lan
Solina [sɔˈlʲina] (tiếng Ukraina: Солина, Solyna) là một ngôi làng ở quận Lesko, Subcarpathian Voivodeship, ở phía đông nam Ba Lan. Đó là trung tâm trước kia của vùng Gmina Solina (năm 1999 Polańchot trở thành trung tâm mới). Nó nằm khoảng 15 kilômét (9 mi) phía đông nam Lesko và 80 km (50 mi) về phía đông nam của thủ đô khu vực Rzeszów. Năm 2002, làng có dân số 190 người.
Nó được biết đến với đập nước cao nhất ở Ba Lan, đập Solina, nơi tạo ra hồ nhân tạo lớn nhất ở Ba Lan, hồ Solina. Không có ngành công nghiệp nào còn lại sau khi giải thể khu vực Hydrobudowa gần đập. Chủ nhân chính là PGE, sở hữu nhà máy thủy điện ở Solina. Người dân địa phương phụ thuộc rất nhiều vào thu nhập mang đến bởi khách du lịch vào mùa hè bằng cách thuê phòng, phục vụ nhà hàng và quán bar và bán đồ lưu niệm. Ở phía đông của đập có rất nhiều điểm tham quan mở cửa vào mùa hè, như cho thuê thiết bị thể thao dưới nước, một cảng với tàu du lịch, công viên giải trí, sàn nhảy và bãi biển. Không khí trong lành và cảnh quan thiên nhiên có ở khắp nơi, mang nhiều du khách đến đây tham quan vào mùa hè. Một vài khách sạn có tiêu chuẩn khác nhau và các căn hộ tiện nghi khép kín địa phương thường được đặt hết chỗ.

## Lịch sử
Ngôi làng Solina ban đầu là một trong những ngôi làng cổ nhất ở vùng núi Bieszczady. Nó được đề cập lần đầu tiên vào năm 1436 như một ngôi làng thuộc sở hữu của gia đình Kmits từ Sobien. Có ba nhóm dân tộc chính sống trong làng cho đến Thế chiến II: Boyko (Ukraina), Do Thái và Ba Lan.
Trong thời kỳ Holocaust, hầu hết người Do Thái đã bị Đức Quốc xã đẩy đến các trại tập trung. Một nhóm dân tộc khác của Boyko đã bị chính quyền cộng sản buộc phải chuyển đến Liên Xô hoặc phía tây Ba Lan trong Chiến dịch Vistula.
Những người Ba Lan bị bỏ lại đã được chuyển đến làng Berezka vào năm 1960 để xây dựng đập Solina.